# Mujer Magdaleniense
La "Chica Magdaleniense" o "Mujer Magdaleniense" ( en francés: Femme magdalénienne), es el nombre común de un esqueleto humano, fechado en el límite entre el Paleolítico superior y el Mesolítico temprano, ca. 15.000 a 13.000 años (13.000 a 11.000 a. C.), a finales del período Magdaleniense. Los restos fueron descubiertos en 1911 en la región de Dordoña, en el suroeste de Francia, en una cueva de piedra caliza conocida como abrigo de Cap Blanc. El hallazgo se realizó cuando un trabajador clavó un pico en la pared del acantilado en el refugio rocoso, rompiendo el cráneo. Examinado por expertos, fue enviado a París dentro del bloque original. Es uno de los esqueletos del Paleolítico Superior más completos hallados.
Cuando Henry Field, entonces conservador de Antropología Física, adquirió los restos en 1926 para el Museo Field de Historia Natural de Chicago, Illinois, fue aclamada como una de las adquisiciones más importantes que jamás haya realizado el museo. Las especulaciones sensacionalistas de Fied para atraer al público surtieron efecto: el primer día en que se exhibió, decenas de miles de visitantes acudieron al museo para verlo.
Field presentó el esqueleto tendido de espaldas, probablemente adhiriéndose a la práctica funeraria estándar occidental, pero tras el primer reexamen moderno, desde 2006 se muestra en su postura original, del lado izquierdo en posición fetal.

## Análisis esquelético

### Sexo
Hubo algunas especulaciones sobre su sexo tras el hallazgo, pero finalmente se decidió por el tamaño y la forma de sus huesos pélvicos, que es un indicador importante del sexo en los esqueletos.

### Edad
Existió cierto debate sobre la edad al momento del deceso. Durante muchos años, se pensó que el individuo era una chica joven, porque sus muelas del juicio aún no habían erupcionado, pero un nuevo análisis en 2005 indicó que sus muelas del juicio estaban impactadas, y que en realidad tendría entre 25 y 35 años cuando murió. Este es el caso más antiguo registrado de muelas del juicio impactadas. Otra evidencia que indicaba su edad fueron las epífisis completamente fusionadas y el desgaste de sus vértebras. Según el Dr. Robert D. Martin, primatólogo y rector del Museo Field, junto con el Dr. William Pestle, director de la colección del Museo Field, los Dres. Michael Colvard y Richard Jurevic de la Facultad de Odontología de la Universidad de Illinois en Chicago, probablemente tenía entre 18 y 21 años.

## Dientes
Ha habido mucho debate sobre la edad de la mujer debido a sus muelas del juicio impactadas. Según Science Daily, se desconocía la impactación durante la Edad de Piedra debido a la dieta tosca de la época. Esta dieta habría requerido más masticación y mayor fuerza de mordida, lo que podría dar como resultado un mayor crecimiento de la mandíbula y, por lo tanto, crear más espacio para que erupcionen las muelas del juicio. Según Robert D. Martin, "Encontrar muelas del juicio impactadas hace 15.000 años indica que la dieta humana podría haber cambiado, algunos dirían 'deteriorado', antes de lo que se pensaba anteriormente". El Dr. Martin, junto con el Dr. William Pestle, director de la colección del Museo Field, los Dres. Michael Colvard y Richard Jurevic de la Facultad de Odontología de la Universidad de Illinois en Chicago estudiaron las muelas del juicio impactadas y llegaron a la conclusión de que era una mujer joven empleando nuevas herramientas y tecnología.

## Reconstrucción digital
En 2012, los antropólogos escanearon una réplica del cráneo de la joven magdaleniense para crear un modelo digital de alta resolución. Para hacer esto, utilizaron una máquina de escaneo de rayos X de alta calidad para producir una tomografía computarizada, que registró imágenes del cráneo desde múltiples ángulos. La reconstrucción digital se llevó a cabo en Alloyweld Inspection Company. Desafortunadamente, cuando se encontraron originalmente estos restos, los arqueólogos rompieron accidentalmente el cráneo con un pico y tuvieron que reconstruirlo. Antes del proceso de escaneo, el cráneo estaba dividido en al menos seis pedazos y había sido reconstruido de manera inexperta. Esto dificultaba que los antropólogos comprendieran cómo era y responder preguntas importantes sobre los restos.
Las nuevas imágenes digitales permitieron a los antropólogos saber si el cráneo se había deteriorado en las últimas décadas. Las nuevas imágenes también se utilizaron para reconstruir digitalmente el cráneo y así evitar daños mayores al no tener que manipularlo físicamente. Si se construye una exploración lo suficientemente buena, los expertos en reconstrucción facial podrían dar una representación más precisa del individuo. Según el Daily Herald, la mejor descripción de la joven magdaleniense es que medía 1,63 m y falleció alrededor de los 24 años.
En 2013, la escultora francesa Elisabeth Daynès completó una reconstrucción facial de la joven magdaleniense utilizando una versión impresa de la tomografía computarizada del cráneo. La reconstrucción incluye pómulos fuertes, típicos de los cromañón, con un imaginativo tocado de cuentas y conchas decorativas cayendo sobre el cabello similar a los hallados adornando otros cuerpos contemporáneos y una leve sonrisa tipo Mona Lisa.